# 20世纪中文小说100强
二十世纪中文小说一百强，是《亚洲周刊》于1999年6月仿效西方的「20世紀百大英文小說」而提出的20世紀中文小說書單。但兩者不同之處在於，「20世紀百大英文小說」原文為“100 Best Novels”，Novel意為長篇小說，因此該榜單只評選長篇小說；而中文「小說」一詞含義比Novel廣泛，涵蓋不同長度的作品，因此「20世纪中文小说100强」書單將短篇小說集涵蓋在內，一同評等。

## 評選方式
先由《亚洲周刊》编辑部列出500多本参考名单，然后邀请海内外的十四名评委投票选出一百强。

### 評審委員名單
- 中國大陆：余秋雨、王蒙、王晓明、刘再复、谢冕
- 香港：刘以鬯、黄继持、黄子平
- 臺灣：南方朔、施叔青
- 马来西亚、新加坡：潘雨桐、黄孟文
- 北美地区：郑树森、王德威

## 一百强名单
1. 《呐喊》，鲁迅
2. 《边城》，沈从文
3. 《骆驼祥子》，老舍
4. 《传奇》，张爱玲
5. 《围城》，錢鍾書
6. 《子夜》，茅盾
7. 《台北人》，白先勇
8. 《家》，巴金
9. 《呼兰河传》，萧红
10. 《老残游记》，刘鹗
11. 《寒夜》，巴金
12. 《彷徨》，鲁迅
13. 《官场现形记》，李伯元
14. 《财主底儿女们》，路翎
15. 《将军族》，陈映真
16. 《沉沦》，郁达夫
17. 《死水微澜》，李劼人
18. 《红高粱》，莫言
19. 《小二黑结婚》，赵树理
20. 《棋王》，鍾阿城
21. 《家變》，王文兴
22. 《马桥词典》，韩少功
23. 《亚细亚的孤儿》，吴浊流
24. 《半生缘》，张爱玲
25. 《四世同堂》，老舍
26. 《胡雪巖》，高阳
27. 《啼笑因缘》，张恨水
28. 《儿子的大玩偶》，黄春明
29. 《射雕英雄传》，金庸
30. 《莎菲女士的日记》，丁玲
31. 《鹿鼎记》，金庸
32. 《孽海花》，曾朴
33. 《惹事》，赖和
34. 《嫁妆一牛车》，王祯和
35. 《异域》，柏杨
36. 《曾国藩》，唐浩明
37. 《原乡人》，锺理和
38. 《白鹿原》，陈忠实
39. 《长恨歌》，王安忆
40. 《吉陵春秋》，李永平
41. 《黄祸》，王力雄
42. 《狂风沙》，司马中原
43. 《艳阳天》，浩然
44. 《公墓》，穆时英
45. 《旧址》，李锐
46. 《星星·月亮·太阳》，徐速
47. 《台湾人三部曲》，锺肇政
48. 《洗澡》，杨绛
49. 《旋风》，姜贵
50. 《荷花淀》，孙犁
51. 《我城》，西西
52. 《受戒》，汪曾祺
53. 《铁浆》，朱西甯
54. 《世纪末的华丽》，朱天文
55. 《蜀山剑侠传》，还珠楼主
56. 《又见棕榈，又见棕榈》，于梨华
57. 《浮躁》，贾平凹
58. 《组织部新来的年轻人》，王蒙
59. 《玉梨魂》，徐枕亚
60. 《香港三部曲》，施叔青
61. 《京华烟云》，林语堂
62. 《倪焕之》，叶圣陶
63. 《春桃》，许地山
64. 《桑青与桃红》，聂华苓
65. 《蓝与黑》，王蓝
66. 《二月》，柔石
67. 《风萧萧》，徐訏
68. 《芙蓉镇》，古华
69. 《地之子》，臺静農
70. 《城南旧事》，林海音
71. 《古船》，张炜
72. 《酒徒》，刘以鬯
73. 《未央歌》，鹿桥
74. 《沉重的翅膀》，张洁
75. 《果园城记》，师陀
76. 《人啊，人！》，戴厚英
77. 《黄金时代》，王小波
78. 《狗日的粮食》，刘恒
79. 《棋王》，张系国
80. 《赖索》，黄凡
81. 《妻妾成群》，苏童
82. 《霸王别姬》，李碧华
83. 《杀夫》，李昂
84. 《楚留香》，古龙
85. 《窗外》，琼瑶
86. 《沉默之岛》，苏伟贞
87. 《白发魔女传》，梁羽生
88. 《古都》，朱天心
89. 《尹县长》，陈若曦
90. 《四喜忧国》，张大春
91. 《喜寶》，亦舒
92. 《男人的一半是女人》，张贤亮
93. 《将军底头》，施蛰存
94. 《蓝血人》，倪匡
95. 《二十年目睹之怪现状》，吴趼人
96. 《活著》，余华
97. 《冈底斯的诱惑》，马原
98. 《十年十意》，林斤澜
99. 《北极风情画》，无名氏
100. 《雍正皇帝》，二月河

## 引用

### 网页
1. 20世纪中文小说100强(全文阅读)（页面存档备份，存于）
2. 二十世纪中文小说一百强（二十世纪中文小说经典）
3. 二十世纪中文小说一百强排行榜（页面存档备份，存于）
4. 二十世纪中文小说一百强（页面存档备份，存于）
5. 好讀網站（页面存档备份，存于）